# Hook (Hart)
Hook ist eine englische Stadt mit knapp 7.500 Einwohnern im Hart District in Hampshire in der Region South East England und liegt 70 km südwestlich von London an der Bahnstrecke nach Southampton. Der River Whitewater fließt am östlichen Rand des Ortes.
Im Ort befindet sich mit dem Bartley Wood Business Park ein wichtiges Bürozentrum, in dem neben dem größten Breitband-Unternehmen der Welt und größten Kabelnetzbetreiber Großbritanniens Virgin Media (seit 2013 Tochter der Liberty Global) auch die BMW Bank, Hewlett-Packard, Lenovo, Serco Group, Tesco und Trimble Navigation Niederlassungen haben.

## Geschichte
Bis zum 18. Jahrhundert fanden sich in dem Gebiet nur vereinzelte Bauernhöfe; erste Weiler bildeten sich um Gasthöfe (Inns), welche Reisende versorgten. Hook befand sich auf der Hauptstrecke der Postkutsche von London nach Exeter. Im späten 18. Jahrhundert wurde eine gebührenpflichtige Straße gebaut, um die Querung des steilen Scures Hill westlich des Dorfes zu erleichtern. 1883 wurde der Bahnhof errichtet und das Dorf begann zu wachsen, als sich Eisenbahner und Pendler in Hook niederließen.
Der Ort hat heute über 8.000 Einwohner.

## Persönlichkeiten
- Cynthia Harnett (1893–1981), Schriftstellerin
- John Pearse (1939–2008), Gitarrenlehrer